# Bermersheim vor der Höhe
Bermersheim vor der Höhe est une municipalité allemande située dans le land de Rhénanie-Palatinat et l'arrondissement d'Alzey-Worms.

## Économie et infrastructures

### Viticulture
Bermersheim est caractérisée par la viticulture , 69 % avec des variétés de vin blanc et 31 % de rouge.Le branche principale de la commune est la viticulture.

### Transports
La commune locale est très bien desservie par les autoroutes les A 61 et A 63 ainsi que par la route nationale B 270, ce qui la rend intéressante pour l'implantation d'entreprises dans la zone industrielle.
La commune est également desservie par les transports en commun de la RNN (Rhein-Nahe-Nahverkehrsverbund). La gare la plus proche se trouve dans la commune d'Albig ou dans le chef-lieu de district d'Alzey située à 6 km.

## Fils et filles de la communauté
- Hildegarde de Bingen (1098-1179), bénédictine et grande érudite universelle de son temps (le lieu exact de naissance est contesté ; Bermersheim est le lieu du baptistère)